# Phonak Hearing Systems
La Phonak Hearing Systems era una squadra maschile svizzera di ciclismo su strada, attiva tra i professionisti dal 2000 al 2006.
Sponsorizzata da Phonak, produttore di apparecchi acustici, e dal telaista BMC, ottenne i principali risultati con Santiago Pérez, Óscar Pereiro e José Enrique Gutiérrez. Nel periodo di attività numerosi ciclisti della squadra furono coinvolti in casi di doping: tra questi Floyd Landis, che in maglia Phonak vinse il Tour de France 2006 prima che il successo gli venisse revocato per positività all'antidoping.

## Storia

### 2000-2003: i primi anni e la maglia rosa al Giro
La squadra debuttò nel professionismo nella stagione 2000, forte di un organico di tredici ciclisti, grazie alla sponsorizzazione di Phonak Hearing Systems, azienda produttrice di apparecchi acustici guidata da Andy Rihs. Imprenditore già proprietario della società calcistica Young Boys e dello Stade de Suisse di Berna, nello stesso 2000 Rihs acquisì l'azienda di biciclette BMC, di cui già era azionista, trasformandola nel partner tecnico del team.
Nel 2002 la squadra venne invitata per la prima volta al Giro d'Italia, ottenendo con Juan Carlos Domínguez un successo di tappa (e la relativa maglia rosa, tenuta per un solo giorno) nel cronoprologo di Groninga. Risalgono invece al 2003 i primi inviti al Tour de France e alla Vuelta a España.

### 2004-2005: i tre casi di doping e l'ingresso nel ProTour
Nel 2004 il neo-acquisto Tyler Hamilton vinse una tappa e la classifica finale del Tour de Romandie, ma dovette ritirarsi dal Tour de France, in cui gareggiava da favorito per il successo, a causa di un infortunio alla schiena. La seconda parte di stagione fu invece caratterizzata da importanti casi di doping. In agosto Oscar Camenzind, in Phonak dal 2002, venne trovato positivo all'EPO in un test fuori competizione. Poche settimane dopo lo stesso Hamilton, che nel frattempo aveva vinto la medaglia d'oro a cronometro ai Giochi olimpici di Atene e una tappa alla Vuelta a España, e Santiago Pérez, secondo classificato (con tre successi di tappa) in quella stessa Vuelta, furono entrambi trovati positivi all'emotrasfusione omologa. Camenzind, Hamilton e Pérez furono tutti licenziati dalla Phonak; riconosciuti colpevoli, subirono squalifiche di due anni. In seguito a questi casi, l'UCI rifiutò la richiesta di iscrizione del team al nuovo circuito ProTour per la stagione 2005; il Tribunale Arbitrale dello Sport accettò però il ricorso di Phonak, consentendone la riammissione nel ProTour a inizio febbraio, a stagione già iniziata. Nel frattempo, in segno di discontinuità con le stagioni precedenti, Rihs aveva proceduto a rinnovare il management, rescindendo i contratti con i tecnici Urs Freuler e Álvaro Pino e integrando in squadra i nuovi manager John Lelangue e Juan Fernández Martín.
Nel 2005 Santiago Botero vinse il Tour de Romandie in maglia Phonak. La squadra ottenne inoltre la prima storica vittoria di tappa al Tour de France, con Óscar Pereiro primo sul traguardo di Pau; lo stesso Pereiro concluse decimo in quel Tour e fu insignito del Premio di supercombattivo. Nello stesso anno, però, altri ciclisti del team furono coinvolti in casi di doping, reale o presunto: Tomaž Nose venne trovato in possesso di prodotti illegali, Santos González fu prima sospeso e poi licenziato per ematocrito alto, e Fabrizio Guidi risultò positivo all'EPO, venendo però poi scagionato dopo le controanalisi.

### 2006: il caso Landis e la chiusura

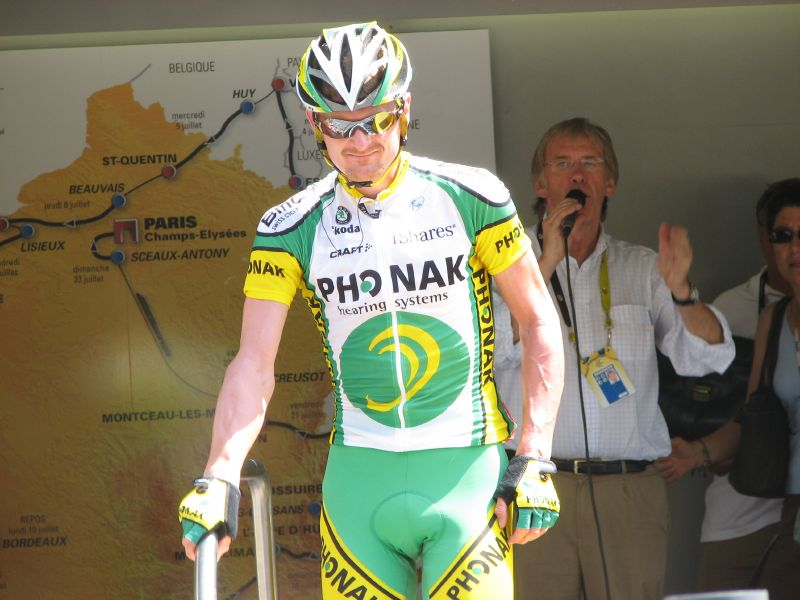
Floyd Landis al Tour de France 2006

La stagione 2006 si aprì con un altro ciclista del team, Sascha Urweider, trovato positivo al testosterone, e per questo licenziato (verrà squalificato per due anni). Floyd Landis, in squadra dal 2005, vinse la Parigi-Nizza, mentre al Giro d'Italia, grazie a una condotta di gara regolare, José Enrique Gutiérrez conquistò a sorpresa il secondo posto della generale finale. Dopo il Giro proprio Gutiérrez, insieme a Santiago Botero, risultò coinvolto nelle indagini dell'Operación Puerto: i due, presunti clienti delle emotrasfusioni del medico Eufemiano Fuentes, vennero sospesi dal team. Al seguente Tour de France, il primo dopo il ritiro dalle corse di Lance Armstrong, Landis fu protagonista, riuscendo a imporsi nella classifica generale finale dopo aver dominato la tappa di Morzine e vestito di giallo per cinque giorni. Pochi giorni dopo la conclusione della corsa venne però rivelata la sua positività a un controllo antidoping, effettuato proprio al termine della frazione di Morzine: il risultato evidenziava assunzione di testosterone e un rapporto tra testosterone ed epitestosterone quasi tre volte superiore al consentito. Landis fu subito licenziato dal team; dopo alcuni mesi verrà anche definitivamente privato del successo, assegnato a Óscar Pereiro (ex Phonak, ma dal 2006 alla Caisse d'Epargne), e squalificato per due anni.
Anche a causa del caso Landis, nell'agosto 2006 il proprietario Andy Rihs decise di non rinnovare la sponsorizzazione per la stagione 2007, e la squadra venne sciolta. Rihs proseguirà comunque l'attività nel ciclismo con la sua BMC fondando una nuova formazione, il BMC Racing Team.

## Cronistoria

### Annuario
| Anno | Codice | Nome   | Cat. | Biciclette | Dirigenza |
| ---- | ------ | ------ | ---- | ---------- | --- |
| 2000 | PHO    | Phonak | GSII | Time/Scott | Manager: Jean Jacques Loup Dir. sportivi: Jacques Michaud                                                                   |
| 2001 | PHO    | Phonak | GSII | BMC        | Manager: Jean Jacques Loup Dir. sportivi: Jacques Michaud                                                                   |
| 2002 | PHO    | Phonak | GSI  | BMC        | Manager: Urs Freuler Dir. sportivi: Jacques Michaud, Álvaro Pino, René Savary                                               |
| 2003 | PHO    | Phonak | GSI  | BMC        | Manager: Urs Freuler Dir. sportivi: Jacques Michaud, Álvaro Pino, René Savary                                               |
| 2004 | PHO    | Phonak | GSI  | BMC        | Manager: Urs Freuler Dir. sportivi: Jacques Michaud, Álvaro Pino, René Savary                                               |
| 2005 | PHO    | Phonak | PT   | BMC        | Manager: John Lelangue Dir. sportivi: Jacques Michaud, René Savary, Juan Fernández Martín, Adriano Baffi, Guido Van Calster |
| 2006 | PHO    | Phonak | PT   | BMC        | Manager: John Lelangue Dir. sportivi: Jacques Michaud, René Savary, Juan Fernández Martín, Adriano Baffi                    |

### Classifiche UCI
| Anno | Classifica | Pos. | Migliore cl. individuale     |
| ---- | ---------- | ---- | ---------------------------- |
| 2000 | GSII       | 19º  | Matthias Buxhofer (250º)     |
| 2001 | GSII       | 16º  | Bert Grabsch (199º)          |
| 2002 | GSI        | 20º  | Oscar Camenzind (51º)        |
| 2003 | GSI        | 17º  | Óscar Pereiro (63º)          |
| 2004 | GSI        | 8º   | Tyler Hamilton (21º)         |
| 2005 | ProTour    | 2º   | Santiago Botero (19º)        |
| 2006 | ProTour    | 7º   | José Enrique Gutiérrez (35º) |

## Palmarès

### Grandi Giri
- Giro d'Italia

Partecipazioni: 4 (2002, 2004, 2005, 2006)
Vittorie di tappa: 1
2002: 1 (Juan Carlos Domínguez)
Vittorie finali: 0
Altre classifiche: 0
- Tour de France

Partecipazioni: 4 (2003, 2004, 2005, 2006)
Vittorie di tappa: 1
2005: 1 (Óscar Pereiro)
Vittorie finali: 0
Altre classifiche: 0
- Vuelta a España

Partecipazioni: 4 (2003, 2004, 2005, 2006)
Vittorie di tappa: 4
2004: 5 (3 Pérez, Hamilton, Gutiérrez)
Vittorie finali: 0
Altre classifiche: 0

### Campionati nazionali
- Campionati bielorussi: 1

In linea: 2002 (Aljaksandr Usaŭ)
- Campionati sloveni: 1

In linea: 2004 (Uroš Murn)
- Campionati svizzeri: 5

In linea: 2002 (Moos); 2003 (Schnider); 2004 (Rast); 2005 (Elmiger); 2006 (Rast)
Cronometro: 2001 (Jean Nuttli)
In linea Under-23: 2001 (Vincent Bader); 2002 (Grégory Rast)
Cronometro Under-23: 2006 (Michael Schär)
In salita: 2006 (Steve Zampieri)